# Сімнадцятирічні (фільм, 1939)
«Сімнадцятирічні» — радянський драматичний художній фільм 1939 року, знятий режисером Мироном Білинським на Одеській кіностудії.

## Сюжет
До одного з альпіністських таборів на Кавказі прибуває група молоді. Романтично налаштований Костя Чиженко пропонує негайно штурмувати вершину гори Чхара. Наступного дня починаються заняття з новачками. Костя розчарований, йому не хочеться витрачати на це час. Зустрівшись з групою досвідчених альпіністів, він просить їх взяти його з собою. Начальник табору наказує Кості залишитися. Альпіністи, які пішли в гори, не повернулися в строк. Костя просить, щоб йому дозволили брати участь в пошуках. Отримавши відмову, він разом зі своїм приятелем Стьопою потайки відправляється в гори. Після марних пошуків, повертаючись до табору, хлопці виявляють, що міст, по якому раніше переходили тріщину, знесений лавиною. І знову назріває обвал, хлопцям загрожує загибель. Але за кілька хвилин до катастрофи їх рятують альпіністи-інструктори, на пошуки яких Костя і Павло вирушили.

## У ролях
- Володимир Балашов — Костя
- Наталія Гіцерот — Галя
- Віктор Проклов — Стьопа
- Петро Соболевський — командир
- Микола Івакін — Григорій Максимович
- Іван Биков — командир Червоної Армії

## Знімальна група
- Режисер — Мирон Білинський
- Сценарист — Костянтин Ісаєв
- Оператор — Яків Куліш
- Композитори — Юлій Мейтус, Всеволод Рибальченко